# Gran Premio di Stiria 2021
Il Gran Premio di Stiria 2021 è stata l'ottava prova della stagione 2021 del campionato mondiale di Formula 1. La gara si è disputata domenica 27 giugno sul Red Bull Ring di Spielberg, in Austria, ed è stata vinta dall'olandese Max Verstappen su Red Bull Racing-Honda, al quattordicesimo successo in carriera; Verstappen ha preceduto sul traguardo il due piloti della Mercedes, il britannico Lewis Hamilton e il finlandese Valtteri Bottas.

## Vigilia

### Sviluppi futuri
Gli organizzatori del Gran Premio di Gran Bretagna in programma il successivo 18 luglio, dopo avere ricevuto da parte del governo il via libera per ospitare il pubblico, annunciano la presenza di 140 000 spettatori sulle tribune, ovvero la capienza massima consentita, il numero più alto finora consentito ai tifosi per assistere a un Gran Premio di Formula 1 in questo campionato, battendo la quota di 15 000 spettatori che hanno assistito al Gran Premio di Francia la settimana precedente.
Il presidente di Automobile Club Milano, Geronimo La Russa, annuncia che il circuito di Monza il prossimo 18 luglio tornerà ad accogliere i tifosi in occasione della tappa del campionato del mondo endurance. Il Gran Premio d'Italia, in programma il successivo 12 settembre, edizione che festeggerà i 100 anni dal primo Gran Premio corso il 4 settembre 1921, potrà ospitare una presenza più sostanziosa di pubblico.
Gli organizzatori del Gran Premio di Abu Dhabi in programma come ventitreesimo e ultimo appuntamento della stagione nella data del 12 dicembre annunciano delle modifiche al layout del circuito di Yas Marina, sede della gara dalla stagione 2009, anno di debutto del Gran Premio, al fine di favorire i sorpassi. Nello specifico le curve 5, 6 e 7 vengono rimosse, venendo rimpiazzate da una curva unica verso sinistra. Inoltre viene anche ridisegnato tutto il complesso tra le curve 11 e 14: esse vengono rimpiazzate da una curva sovraelevata unica verso sinistra.
La Federazione emana una nuova direttiva che riguarda i pit stop, che vengono rallentati dal Gran Premio d'Ungheria in programma il successivo 1º agosto, con l'obiettivo di renderli più sicuri e limitare così il rischio di vetture che rientrano in pista o in pit lane con i dadi delle ruote non fissati perfettamente con i rischi che ne conseguono a livello di sicurezza.
Il Gran Premio di Turchia, dopo che nelle settimane precedenti era stato posticipato a causa delle restrizioni imposte dal Regno Unito ai viaggiatori provenienti dalla Turchia per via delle problematiche dettate dalla pandemia di COVID-19, viene reinserito in calendario nella data del 3 ottobre in sostituzione dell'annullamento del Gran Premio di Singapore avvenuto a inizio mese.
La Red Bull Racing annuncia che Dan Fallows, a capo dell'aerodinamica per il team da 15 anni, lascerà la squadra alla fine della stagione al termine del suo contratto per approdare in Aston Martin.
La Pirelli annuncia che nel successivo Gran Premio d'Austria in programma la settimana prossima porterà nelle prove libere due treni di gomme, con le posteriori di costruzione più rigida, nello sviluppo degli pneumatici da 18 pollici per la prossima stagione. Se il test darà risultati positivi, le nuove posteriori debutteranno nel Gran Premio di Gran Bretagna del 18 luglio e saranno utilizzate per il resto della stagione.
Liberty Media annuncia che il Gran Premio di Russia, a partire dalla stagione 2023, si disputerà in un nuovo circuito permanente vicino alla città di San Pietroburgo, spostandosi quindi dall'autodromo di Soči, sede del Gran Premio fin dal suo debutto avvenuto durante la stagione 2014.

### Aspetti tecnici
Per questa gara la Pirelli, fornitrice unica degli pneumatici, porta gomme di mescola C2, C3 e C4, le tre mescole centrali della gamma.
La Federazione stabilisce tre zone ove i piloti possono attivare il Drag Reduction System: la prima zona è fissata tra la Castrol Edge (curva 1) e la Remus (curva 3), con punto di distacco fra i piloti posto prima della Castrol Edge; la seconda zona tra la Remus e la Schlossgold (curva 4), con il punto di determinazione del distacco fissato prima della Remus; la terza zona è sul rettilineo dei box, con detection point prima della Red Bull Mobile (curva 10).
La Federazione rende noto che al termine della gara del precedente Gran Premio di Francia, tra le prime dieci vetture classificate è stata sorteggiata l'Aston Martin di Lance Stroll per le verifiche tecniche. Esse sono risultate essere conformi al regolamento tecnico.
La Federazione stabilisce due punti del tracciato dove i piloti sono costretti a rispettare i limiti di quest'ultimo. I punti in questione riguardano la curva 9 e la curva 10. Andando oltre i limiti del tracciato in questi due punti i piloti vedranno il tempo cancellato dalla direzione di gara. In aggiunta, non rispettando i limiti alla curva 10 sarà invalidato anche il giro successivo.
Prima dell'inizio della prima sessione di prove libere del venerdì sulle vetture di Kimi Räikkönen, Antonio Giovinazzi, Nikita Mazepin e Mick Schumacher viene sostituita l'MGU-K, montando la seconda unità. In aggiunta, sulle vetture del duo dell'Alfa Romeo Racing viene sostituita l'unita di controllo elettronico, montando la seconda unità. Tutti i piloti non sono penalizzati sulla griglia di partenza in quanto tutti i nuovi componenti installati rientrano tra quelli sostituibili entro il numero massimo prestabilito.

### Aspetti sportivi
Inizialmente il Gran Premio non era previsto nel calendario della stagione 2021. A causa delle problematiche causate dalla pandemia di COVID-19, il 14 maggio 2021 il Gran Premio di Turchia, che aveva rimpiazzato l'annullamento del Gran Premio del Canada per via della pandemia, viene posticipato a data da destinarsi a causa delle restrizioni imposte dal Regno Unito ai viaggiatori provenienti dalla Turchia per l'alto numero di casi presenti nel Paese dettati dalla pandemia. La gara turca viene sostituita dal Gran Premio di Stiria, che ha già debuttato nel campionato 2020, nel mese di luglio, per rimpiazzare Gran Premi non disputati per via della pandemia, come secondo appuntamento della stagione la settimana successiva al Gran Premio d'Austria.
Il Gran Premio viene collocato nella data originaria del Gran Premio di Francia, il quale è stato anticipato di una settimana per accomodare l'aggiunta di questa gara e mantenere quindi il numero record di 23 appuntamenti stagionali. Con la modifica al calendario, sono adesso in programma tre Gran Premi in tre weekend di fila, come già successo una volta nel campionato 2018 e per tre volte nella stagione 2020, in quanto il Gran Premio d'Austria viene confermato nella data del 4 luglio.
Il Paese austriaco, insieme all'Italia, grazie già alla disputa del Gran Premio dell'Emilia-Romagna avvenuta ad aprile e quello omonimo in programma a settembre, diventa il secondo Paese a ospitare due gare valide per il campionato mondiale in questa stagione, in questo caso a distanza di una settimana dall'altra, come nel campionato 2020, ma con i Gran Premi invertiti, prima il Gran Premio di Stiria e poi quello omonimo, sempre sul circuito del Red Bull Ring, come accaduto la stagione precedente.
A differenza dell'edizione inaugurale del 2020, il Gran Premio rappresenta la quarta gara della stagione, dopo quella inaugurale corsa in Bahrein, la quinta gara del campionato corsa a Monte Carlo e la gara precedente corsa in Francia, che prevede la presenza degli spettatori sulle tribune. Il limite è fissato, come il Gran Premio precedente, a 15 000 presenze.
L'Alfa Romeo Racing festeggia i 111 anni di storia e corre il Gran Premio con una livrea leggermente modificata per festeggiare l'anniversario dell'azienda con motivi che ricordano il 111 sulla parte laterale e sul muso. Il numero prende il posto della croce, simbolo di Milano, nel logo della storica azienda, mentre resta il famoso Biscione, simbolo della nobile famiglia milanese dei Visconti.
Il polacco Robert Kubica prende il posto di Kimi Räikkönen all'Alfa Romeo Racing nel corso della prima sessione di prove libere del venerdì.
In questa stagione, il Gran Premio è sponsorizzato da BWT, azienda austriaca attiva nel campo dei sistemi di trattamento dell'acqua. L'azienda sponsorizzò l'ex scuderia Force India, poi rinominata in Racing Point, a sua volta in Aston Martin da questo campionato, dalla stagione 2017 alla stagione 2019.
L'ex pilota di Formula 1 Emanuele Pirro è nominato quale commissario aggiunto per la gara. L'italiano ha svolto in passato, in diverse occasioni, tale funzione, l'ultima al Gran Premio del Bahrein. Per questo Gran Premio è la casa automobilistica tedesca Mercedes a fornire la safety car e la medical car.

## Prove

### Resoconto
Due vetture motorizzate Honda si portano al comando della classifica dei tempi della prima sessione. Max Verstappen, l'unico a scendere sotto il minuto e sei secondi, precede Pierre Gasly di oltre due decimi. Alle spalle dei due si sono piazzate le due Mercedes di Hamilton e Bottas. Le vetture tedesche sono sembrate meno veloci sul dritto, rispetto alla Red Bull, che portava un'aerodinamica più scarica. La prestazione del motore Honda è stata confermata anche dal quinto posto di Yuki Tsunoda.
Sono risultate meno veloci le due Ferrari, le due McLaren e l'altro pilota della Red Bull, Sergio Pérez, tutti finalizzati a cercare l'assetto per la gara che il tempo sul giro secco.
Sono stati cinque i tempi cancellati ai piloti per avere oltrepassato i limiti della pista all'uscita della curva 9, mentre 11 i tempi cancellati per avere oltrepassato i limiti all'uscita della curva 10, durante la prima sessione di prove libere. Nel primo caso si sono visti cancellare il tempo Fernando Alonso e Nikita Mazepin (due volte), Esteban Ocon (una volta); nel secondo caso si sono visti cancellare il tempo Lando Norris (tre volte), Pierre Gasly e Lewis Hamilton (due volte), Max Verstappen, Fernando Alonso, Carlos Sainz Jr. e Valtteri Bottas (una volta).
Prima dell'inizio della seconda sessione di prove libere sulla vettura di Esteban Ocon viene sostituito il sistema di recupero dell'energia e l'unità di controllo elettronico, montando in entrambi i casi la seconda unità. Il pilota non è penalizzato in griglia di partenza in quanto i nuovi componenti installati rientrano tra quelli sostituibili entro il numero massimo prestabilito.
La sessione del pomeriggio è minacciata dalla pioggia, che però è debole, e non interferisce sul lavoro delle scuderie. Verstappen si è confermato il più veloce; in realtà la miglior prestazione è fatta segnare da Hamilton che, però, nel tentativo più rapido, esce dai limiti della pista, e si vede eliminare il tempo dai commissari. Le Mercedes sembrano ancora soffrire la velocità delle Red Bull sul giro singolo, mentre dimostrano maggiore competitività sul passo di gara. L'altro pilota della Mercedes, Bottas, è stato autore di un testacoda in pit line, al momento di una sua ripartenza dalla piazzola. La vettura non ha riportato danni.
Verstappen ha preceduto Daniel Ricciardo e Ocon. Il buon passo dell'Alpine è confermato dal quinto posto di Alonso, subito alle spalle di Hamilton. Non ha girato, invece, Gasly, che era stato autore del secondo tempo nella sessione mattutina. I tecnici dell'AlphaTauri decidono di effettuare un'analisi approfondita della power unit, dopo avere rivelato delle anomalie.
Sono stati sei i tempi cancellati ai piloti per avere oltrepassato i limiti della pista all'uscita della curva 9, mentre 11 i tempi cancellati per avere oltrepassato i limiti all'uscita della curva 10, durante la seconda sessione di prove libere. Nel primo caso si sono visti cancellare il tempo Nikita Mazepin (tre volte), Fernando Alonso, Lewis Hamilton e Lando Norris (una volta); nel secondo caso si sono visti cancellare il tempo Lando Norris (tre volte), Lewis Hamilton e Yuki Tsunoda (due volte), Antonio Giovinazzi, Fernando Alonso, Max Verstappen e Sebastian Vettel (una volta).
Al termine della seconda sessione sulle vetture di Pierre Gasly, Nikita Mazepin e Yuki Tsunoda viene sostituito il cambio. Nessun pilota è penalizzato in griglia di partenza in quanto hanno tutti utilizzato una stessa trasmissione per sei Gran Premi consecutivi.
Il pilota della Mercedes Valtteri Bottas è convocato dai commissari per l'incidente avvenuto in pit lane durante le prove, nel quale ha perso il controllo della sua vettura dopo avere lasciato la sua piazzola. Il pilota finlandese è penalizzato di tre posizioni sulla griglia di partenza e di due punti sulla superlicenza per avere causato una situazione di pericolo con del personale presente in prossimità dell'incidente.
Prima dell'inizio della terza sessione di prove libere sulla vettura di Pierre Gasly viene sostituita l'MGU-K, montando la terza unità. Il francese non è penalizzato in griglia di partenza perché l'unità installata risulta tra quelle sostituibili nel corso della stagione.
Hamilton è il migliore della sessione del sabato mattino. Il britannico ha colto un tempo al di sotto del minuto e cinque secondi, precedendo di due decimi Verstappen, il più veloce del venerdì, che però, nel suo miglior tentativo, è stato penalizzato dalla presenza di traffico. Al terzo e quarto posto seguono i due compagni di scuderia dei primi due, Bottas e Pérez. Il quarto tempo sarebbe stato di Norris, ma la prestazione è stata invalidata in quanto il pilota della McLaren ha superato i limiti della pista. Il quinto e sesto posto sono occupati, invece, dalle due AlphaTauri.
Sono stati sette i tempi cancellati ai piloti per avere oltrepassato i limiti della pista all'uscita della curva 9, e nuovamente sette i tempi cancellati per avere oltrepassato i limiti all'uscita della curva 10, durante la terza sessione di prove libere. Nel primo caso si sono visti cancellare il tempo Nikita Mazepin (due volte), Kimi Räikkönen, Carlos Sainz Jr., Lando Norris, Mick Schumacher e Charles Leclerc (una volta); nel secondo caso si sono visti cancellare il tempo Nikita Mazepin (due volte), Fernando Alonso, Yuki Tsunoda, Lando Norris, Mick Schumacher e Max Verstappen (una volta).

### Risultati
Nella prima sessione del venerdì si è avuta questa situazione:
| Pos | Nº | Pilota         | Costruttore           | Tempo    | Gap    | Giri |
| --- | -- | -------------- | --------------------- | -------- | ------ | ---- |
| 1   | 33 | Max Verstappen | Red Bull Racing-Honda | 1'05"910 |        | 34   |
| 2   | 10 | Pierre Gasly   | AlphaTauri-Honda      | 1'06"166 | +0"256 | 33   |
| 3   | 44 | Lewis Hamilton | Mercedes              | 1'06"332 | +0"422 | 32   |

Nella seconda sessione del venerdì si è avuta questa situazione:
| Pos | Nº | Pilota           | Costruttore           | Tempo    | Gap    | Giri |
| --- | -- | ---------------- | --------------------- | -------- | ------ | ---- |
| 1   | 33 | Max Verstappen   | Red Bull Racing-Honda | 1'05"412 |        | 37   |
| 2   | 3  | Daniel Ricciardo | McLaren-Mercedes      | 1'05"748 | +0"336 | 35   |
| 3   | 31 | Esteban Ocon     | Alpine-Renault        | 1'05"790 | +0"378 | 35   |

Nella sessione del sabato mattina si è avuta questa situazione:
| Pos | Nº | Pilota          | Costruttore           | Tempo    | Gap    | Giri |
| --- | -- | --------------- | --------------------- | -------- | ------ | ---- |
| 1   | 44 | Lewis Hamilton  | Mercedes              | 1'04"369 |        | 19   |
| 2   | 33 | Max Verstappen  | Red Bull Racing-Honda | 1'04"573 | +0"204 | 16   |
| 3   | 77 | Valtteri Bottas | Mercedes              | 1'04"832 | +0"463 | 25   |

## Qualifiche

### Resoconto
Dopo che i piloti di Haas, Williams e Alfa Romeo Racing si alternano nelle prime posizioni della classifica, è il turno di Lance Stroll a prendere il comando, prima di essere, a sua volta, battuto dalle due AlphaTauri. Arriva poi Norris, il primo a scendere sotto il minuto e cinque secondi, tempo limato da Verstappen (1'04"489).
I piloti della Mercedes s'intercalano al secondo e quarto posto. Le Alpine tentano di passare in Q2 con un solo tentativo, ma Ocon chiude solo con il dodicesimo tempo, mentre Alonso è ottavo, su una pista che diventa via via più veloce. Tutti i piloti, a eccezione dei primi quattro, decidono di affrontare nuovamente la pista, quando mancano tre minuti al termine della prima fase. Alonso rimonta nella top 10, così come Stroll, mentre Charles Leclerc scala quinto. Tsunoda, quarto, fa anche meglio, con Pérez che passa al quinto posto. Gli eliminati sono Nicholas Latifi, Esteban Ocon, Kimi Räikkönen e i due piloti della Haas.
Bottas, in Q2, esce presto e chiude in 1'04"724, prima che Verstappen faccia segnare 1'04"540; Hamilton è solo quarto, staccato di nove decimi dal pilota della Red Bull. Le Mercedes e Verstappen optano per gomme medie, a differenza di tutti gli altri piloti che montano gomme a mescola morbida. Verstappen e Hamilton sono capaci di migliorarsi, mentre Stroll scala quarto. I due ferraristi Sainz Jr. e Leclerc sono capaci di rimontare al quinto e sesto posto, ma i loro tempi vengono presto battuti da altri piloti. Pierre Gasly s'installa in testa (1'04"429), mentre il suo compagno di scuderia, Tsunoda, è sesto. Chi fa anche meglio è Norris, che è terzo.
A cinque minuti dal termine della seconda fase risulta eliminato Leclerc, così come Vettel, anche se i primi tredici sono nello spazi di 513 millesimi. Hamilton, sempre con gomme medie, si migliora, portandosi in quinta piazza, a soli 83 millesimi da Gasly. Verstappen esce, a sorpresa, con gomme morbide, ma, non essendo in pericolo il suo passaggio alla fase decisiva, abortisce il giro. Leclerc scala ottavo, mentre Sainz Jr. non riesce a chiudere un giro con un tempo sufficiente per entrare tra i primi dieci, come invece fa George Russell. La qualificazione dura pochi secondi, con il britannico eliminato dal tempo di Alonso. Non si migliora Vettel, come invece fa Norris, che coglie la migliore prestazione, battuto in seguito da Pérez. Sono eliminati Russell, Sainz Jr., Ricciardo, Vettel e Giovinazzi.
In Q3 il primo a prendere la pista è Hamilton, che segna il tempo di riferimento in 1'04"205. Poco dopo tutti gli altri entrano in pista, a eccezione di Bottas e Stroll, che sembrano limitarsi a un solo tentativo veloce. Verstappen conferma la sua prestazione, cogliendo il tempo migliore, 1'03"841. Pérez è terzo, ma viene poi battuto da Norris. Bottas riesce a inserirsi tra i tempi dei due. Hamilton, nel tentativo di avvicinarsi ai tempi di Verstappen, tenta con due giri rapidi consecutivi, ma rimanendo a due decimi dall'olandese.
Tutti i piloti si rilanciano in pista, compreso Hamilton, che così opta per un terzo tentativo. Il britannico non è capace di limare il suo tempo, come invece fa Bottas, che scala al secondo posto. Gasly risale terzo, battuto in seguito da Norris e Pérez. Verstappen conquista la sua sesta pole position: il pilota della Red Bull condivide la prima fila con Hamilton, vista la penalizzazione che grava su Bottas.
Sono stati tre i tempi cancellati ai piloti per avere oltrepassato i limiti della pista all'uscita della curva 9, e quattro i tempi cancellati per avere oltrepassato i limiti all'uscita della curva 10, durante le qualifiche. Nel primo caso si sono visti cancellare il tempo Nikita Mazepin, Carlos Sainz Jr. e Lewis Hamilton; nel secondo caso si sono visti cancellare il tempo Pierre Gasly, Yuki Tsunoda, Lance Stroll e Sebastian Vettel.
Al termine delle prove ufficiali Yuki Tsunoda e Valtteri Bottas vengono convocati dai commissari in quanto il pilota giapponese ha ostacolato il pilota finlandese durante la Q3. Tsunoda viene penalizzato di tre posizioni sulla griglia di partenza e di un punto sulla superlicenza.

### Risultati
Nella sessione di qualifica si è avuta questa situazione:
| Pos                         | Nº | Pilota             | Costruttore               | Q1       | Q2       | Q3       | Griglia |
| --------------------------- | -- | ------------------ | ------------------------- | -------- | -------- | -------- | ------- |
| 1                           | 33 | Max Verstappen     | Red Bull Racing-Honda     | 1'04"489 | 1'04"433 | 1'03"841 | 1       |
| 2                           | 77 | Valtteri Bottas    | Mercedes                  | 1'04"537 | 1'04"443 | 1'04"035 | 5       |
| 3                           | 44 | Lewis Hamilton     | Mercedes                  | 1'04"672 | 1'04"512 | 1'04"067 | 2       |
| 4                           | 4  | Lando Norris       | McLaren-Mercedes          | 1'04"584 | 1'04"298 | 1'04"120 | 3       |
| 5                           | 11 | Sergio Pérez       | Red Bull Racing-Honda     | 1'04"638 | 1'04"197 | 1'04"168 | 4       |
| 6                           | 10 | Pierre Gasly       | AlphaTauri-Honda          | 1'04"765 | 1'04"429 | 1'04"236 | 6       |
| 7                           | 16 | Charles Leclerc    | Ferrari                   | 1'04"745 | 1'04"646 | 1'04"472 | 7       |
| 8                           | 22 | Yuki Tsunoda       | AlphaTauri-Honda          | 1'04"608 | 1'04"631 | 1'04"514 | 11      |
| 9                           | 14 | Fernando Alonso    | Alpine-Renault            | 1'04"971 | 1'04"582 | 1'04"574 | 8       |
| 10                          | 18 | Lance Stroll       | Aston Martin-Mercedes     | 1'04"821 | 1'04"663 | 1'04"708 | 9       |
| 11                          | 63 | George Russell     | Williams-Mercedes         | 1'05"033 | 1'04"671 | N.D.     | 10      |
| 12                          | 55 | Carlos Sainz Jr.   | Ferrari                   | 1'04"859 | 1'04"800 | N.D.     | 12      |
| 13                          | 3  | Daniel Ricciardo   | McLaren-Mercedes          | 1'05"142 | 1'04"808 | N.D.     | 13      |
| 14                          | 5  | Sebastian Vettel   | Aston Martin-Mercedes     | 1'05"051 | 1'04"875 | N.D.     | 14      |
| 15                          | 99 | Antonio Giovinazzi | Alfa Romeo Racing-Ferrari | 1'05"092 | 1'04"913 | N.D.     | 15      |
| 16                          | 6  | Nicholas Latifi    | Williams-Mercedes         | 1'05"175 | N.D.     | N.D.     | 16      |
| 17                          | 31 | Esteban Ocon       | Alpine-Renault            | 1'05"217 | N.D.     | N.D.     | 17      |
| 18                          | 7  | Kimi Räikkönen     | Alfa Romeo Racing-Ferrari | 1'05"429 | N.D.     | N.D.     | 18      |
| 19                          | 47 | Mick Schumacher    | Haas-Ferrari              | 1'06"041 | N.D.     | N.D.     | 19      |
| 20                          | 9  | Nikita Mazepin     | Haas-Ferrari              | 1'06"192 | N.D.     | N.D.     | 20      |
| Tempo limite 107%: 1'09"003 |    |                    |                           |          |          |          |         |

In grassetto sono indicate le migliori prestazioni in Q1, Q2 e Q3.

## Gara

### Resoconto
Allo spegnimento del semaforo Max Verstappen mantiene il comando, precedendo Lewis Hamilton. Seguono poi Lando Norris, Sergio Pérez, Valtteri Bottas e Lance Stroll. Nelle retrovie Charles Leclerc tocca con l'ala anteriore la gomma posteriore sinistra di Pierre Gasly. Il monegasco è costretto subito ai box, dove monta gomme a mescola dura, mentre Gasly è addirittura costretto all'abbandono, dopo un contatto con Antonio Giovinazzi, alla terza curva.
La classifica resta invariata fino al decimo passaggio, quando Pérez prende la terza posizione a Norris. Verstappen incrementa, giro dopo giro, il vantaggio su Hamilton. Pérez si ferma per la sua sosta al ventisettesimo giro, seguito da Bottas. Il pit stop del messicano della Red Bull Racing è molto lento, tanto che rientra in pista alle spalle di Bottas. Hamilton si ferma al ventottesimo giro, mentre Verstappen attende il giro successivo. L'olandese mantiene il comando della gara, davanti al britannico.
Norris passa alle gomme dure al trentunesimo giro, consentendo a Carlos Sainz Jr. di ottenere la quinta posizione. Al quarantesimo giro Verstappen mantiene 4"5 di vantaggio Hamilton, 25" su Bottas che, a sua volta, distanzia Pérez di 2"7. La classifica recita poi Sainz Jr., Norris, Ricciardo e Stroll. Leclerc cambia di nuovo le gomme, seguito da Sainz Jr., che effettua il cambio degli pneumatici al quarantunesimo giro, così come Ricciardo. Sainz Jr. riesce, già nei giri seguenti, a riprendersi la sesta piazza, passando Stroll.
Verstappen amplia ancora il margine su Hamilton, mentre la Red Bull fa rientrare ai box Pérez, sia per cercare il giro veloce, sia per tentare di riprendere Bottas, grazie ai nuovi pneumatici. Più dietro Leclerc è autore di una poderosa rimonta che lo riporta nella zona dei punti. Le Ferrari sembrano dotate di un buon passo di gara, tanto che Sainz Jr. riesce a sdoppiarsi da Hamilton. Anche la Mercedes richiama ai box il campione del mondo, al fine di strappare il punto addizionale del giro veloce, conquistato da poco da Pérez. Il britannico, dopo essersi liberato dai dei doppiati, ottiene il giro veloce, all'ultimo giro. Pérez, invece, si avvicina molto a Bottas, portandosi a meno di un secondo dal finlandese, ma non ha mai l'opportunità reale di un sorpasso.
Verstappen conquista la sua quattordicesima vittoria, ampliando ancora il margine di vantaggio in classifica su Hamilton, secondo. Solo i primi quattro piloti, quelli di Red Bull e Mercedes, sono a pieni giri a fine gara.
Sono stati quattro i tempi cancellati ai piloti per avere oltrepassato i limiti della pista all'uscita della curva 9, e sei i tempi cancellati per avere oltrepassato i limiti all'uscita della curva 10, durante la gara. Nel primo caso si sono visti cancellare il tempo Yuki Tsunoda (due volte), Lewis Hamilton e Nikita Mazepin; nel secondo caso si sono visti cancellare il tempo Charles Leclerc (due volte), Lando Norris, Lewis Hamilton, Kimi Räikkönen e Sebastian Vettel.

### Risultati
I risultati del Gran Premio sono i seguenti:
| Pos | Nº | Pilota             | Costruttore               | Giri | Tempo/Ritiro              | Griglia | Punti |
| --- | -- | ------------------ | ------------------------- | ---- | ------------------------- | ------- | ----- |
| 1   | 33 | Max Verstappen     | Red Bull Racing-Honda     | 71   | 1h22'18"925               | 1       | 25    |
| 2   | 44 | Lewis Hamilton     | Mercedes                  | 71   | +35"743                   | 2       | 19    |
| 3   | 77 | Valtteri Bottas    | Mercedes                  | 71   | +46"907                   | 5       | 15    |
| 4   | 11 | Sergio Pérez       | Red Bull Racing-Honda     | 71   | +47"434                   | 4       | 12    |
| 5   | 4  | Lando Norris       | McLaren-Mercedes          | 70   | +1 giro                   | 3       | 10    |
| 6   | 55 | Carlos Sainz Jr.   | Ferrari                   | 70   | +1 giro                   | 12      | 8     |
| 7   | 16 | Charles Leclerc    | Ferrari                   | 70   | +1 giro                   | 7       | 6     |
| 8   | 18 | Lance Stroll       | Aston Martin-Mercedes     | 70   | +1 giro                   | 9       | 4     |
| 9   | 14 | Fernando Alonso    | Alpine-Renault            | 70   | +1 giro                   | 8       | 2     |
| 10  | 22 | Yuki Tsunoda       | AlphaTauri-Honda          | 70   | +1 giro                   | 11      | 1     |
| 11  | 7  | Kimi Räikkönen     | Alfa Romeo Racing-Ferrari | 70   | +1 giro                   | 18      |       |
| 12  | 5  | Sebastian Vettel   | Aston Martin-Mercedes     | 70   | +1 giro                   | 14      |       |
| 13  | 3  | Daniel Ricciardo   | McLaren-Mercedes          | 70   | +1 giro                   | 13      |       |
| 14  | 31 | Esteban Ocon       | Alpine-Renault            | 70   | +1 giro                   | 17      |       |
| 15  | 99 | Antonio Giovinazzi | Alfa Romeo Racing-Ferrari | 70   | +1 giro                   | 15      |       |
| 16  | 47 | Mick Schumacher    | Haas-Ferrari              | 69   | +2 giri                   | 19      |       |
| 17  | 6  | Nicholas Latifi    | Williams-Mercedes         | 68   | +3 giri                   | 16      |       |
| 18  | 9  | Nikita Mazepin     | Haas-Ferrari              | 68   | +3 giri                   | 20      |       |
| Rit | 63 | George Russell     | Williams-Mercedes         | 36   | Power unit                | 10      |       |
| Rit | 10 | Pierre Gasly       | AlphaTauri-Honda          | 1    | Collisione con C. Leclerc | 6       |       |

Lewis Hamilton riceve un punto addizionale per avere segnato il giro più veloce della gara.

## Classifiche mondiali

### Piloti
| Pos | Pilota             | Punti |
| --- | ------------------ | ----- |
| 1   | Max Verstappen     | 156   |
| 2   | Lewis Hamilton     | 138   |
| 3   | Sergio Pérez       | 96    |
| 4   | Lando Norris       | 86    |
| 5   | Valtteri Bottas    | 74    |
| 6   | Charles Leclerc    | 58    |
| 7   | Carlos Sainz Jr.   | 50    |
| 8   | Pierre Gasly       | 37    |
| 9   | Daniel Ricciardo   | 34    |
| 10  | Sebastian Vettel   | 30    |
| 11  | Fernando Alonso    | 19    |
| 12  | Lance Stroll       | 14    |
| 13  | Esteban Ocon       | 12    |
| 14  | Yuki Tsunoda       | 9     |
| 15  | Kimi Räikkönen     | 1     |
| 16  | Antonio Giovinazzi | 1     |

### Costruttori
| Pos | Costruttore               | Punti |
| --- | ------------------------- | ----- |
| 1   | Red Bull Racing-Honda     | 252   |
| 2   | Mercedes                  | 212   |
| 3   | McLaren-Mercedes          | 120   |
| 4   | Ferrari                   | 108   |
| 5   | AlphaTauri-Honda          | 46    |
| 6   | Aston Martin-Mercedes     | 44    |
| 7   | Alpine-Renault            | 31    |
| 8   | Alfa Romeo Racing-Ferrari | 2     |